# ورتشن
ورتشن (به چکی: Vrčeň) یک منطقهٔ مسکونی در جمهوری چک است که در شهرستان پلزن-جنوبی واقع شده‌است. ورتشن ۷٫۰۵ کیلومتر مربع مساحت و ۳۳۱ نفر جمعیت دارد و ۵۲۰ متر بالاتر از سطح دریا واقع شده‌است.